# Love, Whitney
A Love, Whitney című album Whitney Houston amerikai énekesnő második válogatásalbuma. 2001-ben jelent meg kizárólag az Egyesült Királyságban, másfél évvel az előző válogatásalbuma, a Whitney: The Greatest Hits után, amivel a Love, Whitney számlistája nagy átfedésben van. Az album az énekesnő ismertebb lassú számait tartalmazza.

## Számlista
|     | Cím                           | Szerző(k)                                                    | Producer(ek)                   | Hossz |
| --- | ----------------------------- | ------------------------------------------------------------ | ------------------------------ | ----- |
| 1.  | Until You Come Back           | Babyface, Daryl Simmons                                      | Babyface                       | 4:55  |
| 2.  | I Have Nothing                | David Foster, Linda Thompson                                 | David Foster                   | 4:50  |
| 3.  | Why Does It Hurt So Bad       | Babyface                                                     | Babyface                       | 4:39  |
| 4.  | You Give Good Love            | LaLa                                                         | Kashif                         | 4:12  |
| 5.  | All the Man That I Need       | Dean Pitchford, Michael Gore                                 | Narada Michael Walden          | 3:57  |
| 6.  | Where Do Broken Hearts Go     | Frank Wildhorn, Chuck Jackson                                | Narada Michael Walden          | 4:38  |
| 7.  | Just the Lonely Talking Again | Sam Dees                                                     | Narada Michael Walden          | 5:33  |
| 8.  | Exhale (Shoop, Shoop)         | Babyface                                                     | Babyface                       | 3:24  |
| 9.  | Miracle                       | L.A. Reid, Babyface                                          | L.A. Reid, Babyface            | 5:46  |
| 10. | For the Love of You           | O’Kelly Isley, Jr., Ronald Isley, Marvin Isley, Chris Jasper | Narada Michael Walden          | 5:35  |
| 11. | Saving All My Love for You    | Michael Masser, Gerry Goffin                                 | Michael Masser                 | 3:56  |
| 12. | Run to You                    | Allan Rich, Jud Friedman                                     | David Foster                   | 4:27  |
| 13. | I Believe in You and Me       | David Wolfert, Sandy Linzer                                  | Mervyn Warren, Whitney Houston | 3:55  |
| 14. | Didn’t We Almost Have It All  | Michael Masser, Will Jennings                                | Michael Masser                 | 4:38  |
| 15. | All at Once                   | Michael Masser, Jeffrey Osborne                              | Michael Masser                 | 4:29  |
| 16. | I Will Always Love You        | Dolly Parton                                                 | David Foster                   | 4:23  |